# Julien Andlauer
Pour les articles homonymes, voir Andlauer.
Julien Andlauer, né le 5 juillet 1999 à Lyon (Rhône), est un pilote automobile français. Il est spécialisé dans les courses d'endurance et est pilote officiel Porsche depuis 2018. Actuellement engagé en ADAC GT Masters, il a été engagé en 2018-2019 dans le championnat du monde d'endurance FIA au sein de l'écurie allemande Proton Racing, avec laquelle il a couru aux 24 Heures du Mans à trois reprises.

## Carrière

### Karting
À l’âge de sept ans, Julien Andlauer découvre le monde des sports mécaniques via le karting, en mini kart. Ses premières compétitions se font pendant plusieurs saisons avec le Team Action Karting. Il est sacré trois fois champion des Régional Séries, et cinq fois champion de Ligue. Dès 2012, il participe à des compétitions internationales et obtient plusieurs podiums : 3e à l’Europa X30 junior et 2e au Mondial X30 junior. En 2013, il termine 3e au Mondial X30 et en 2014, 3e à l’Europa X30.

### Formule 4
En 2015, Julien Andlauer se tourne vers le championnat de Formule 4 en catégorie junior. Épaulé depuis toujours par son parrain, Sébastien Philippe, il se lance dans la monoplace et décroche cinq podiums pour sa  première saison. Il finit à la 3e place du Championnat F4 junior. 

### Trophée Andros
En parallèle de sa saison en Formule 4, il intègre le championnat du Trophée Andros, dans la catégorie électrique. Il termine meilleur rookie en 2015, et poursuit pendant deux saisons. En 2017, toujours engagé dans la catégorie électrique, il obtient huit podiums dont trois victoires.

### Porsche Carrera Cup
En 2016, il décide de continuer sa carrière en Porsche Cup, et participe à la Porsche Carrera Cup France. Pour sa première saison dans ce championnat, avec le Team Pierre Martinet by Almeras, il obtient cinq podiums, se classe 5e au classement général, et 2e rookie. 
En 2017, il se classe premier du Championnat et devient le plus jeune vainqueur de la Porsche Carrera Cup France 17 ans, en signant sept victoires sur onze courses et huit podiums. Il est également vainqueur de la Porsche International Cup Scholarship (et la aussi, c’est le plus jeune pilote à remporter ce titre). En parallèle, Julien Andlauer obtient son baccalauréat et devient titulaire du permis de conduire.
En 2018, toujours engagé en Porsche Carrera Cup France, il finit 2e au général (avec deux courses en moins). 

### Championnats internationaux
En 2018, il participe en parallèle à la Porsche Mobil 1 SuperCup, et devient le plus jeune vainqueur de cette compétition sur le tracé de Mexico avec une double victoire. Il totalise six podiums sur la saison et se classe 4e au général. Julien Andlauer intègre en parallèle le WEC, avec Dempsey Proton Racing. Il gagne les 6h de Silverstone en Porsche 911 RSR, les 6h de Shangaï, et devient le plus jeune vainqueur des 24h du Mans depuis sa création en 1923, dans la catégorie GTE AM.
En 2019, il change de championnat pour participer à la Porsche Carrera Cup allemande, qu’il remporte. Toujours engagé en Porsche Mobil 1 SuperCup, il se classe 3e au général. Il participe à deux manches du WEC : les 24 heures du Mans, où il termine 4e, et il remporte les 1000 miles de Sebring.
En 2020, la pandémie mondiale a perturbé l’intégralité des championnats. Julien Andlauer participe à la Michelin Le Mans Cup : il remporte la course du Castellet sur Porsche GT3, ainsi que la manche de Monza, avec le Team TFT Racing. Il participe également au GT World Challenge Europe avec le Team Rowe. Il est également invité à rejoindre le Team Dempsey Proton à la dernière minute pour les 24 heures du Mans 2020.

## Résultats

### Résultats aux 24 Heures du Mans
| Année | Écurie                | Équipiers                                 | Voiture            | Classe    | Tours | Pos. | Class. Pos. |
| ----- | --------------------- | ----------------------------------------- | ------------------ | --------- | ----- | ---- | ----------- |
| 2018  | Dempsey-Proton Racing | Christian Ried Matt Campbell              | Porsche 911 RSR    | LM GTE Am | 335   | 35e  | 1er         |
| 2019  | Dempsey-Proton Racing | Christian Ried Matt Campbell              | Porsche 911 RSR    | LM GTE Am | 332   | 34e  | 4e          |
| 2020  | Dempsey-Proton Racing | Vutthikorn Inthraphuvasak Lucas Légeret   | Porsche 911 RSR    | LM GTE Am | 331   | 36e  | 10e         |
| 2021  | Dempsey-Proton Racing | Dominique Bastien Lance David Arnold (en) | Porsche 911 RSR-19 | LMGTE Am  | 327   | 42e  | 13e         |